# Philipp Ludwig Statius Müller
Philipp Ludwig Statius Müller (Esens, 25 april 1725 – Erlangen, 5 januari 1776) was een Duits theoloog en zoöloog.
Statius Müller studeerde van 1741 tot 1744 theologie en filosofie in Jena. Op 30 oktober 1745 werd hij prediker voor de Lutherse gemeente Amersfoort. In 1749 vertrok hij naar Leeuwarden. In 1754 verbrak hij zijn banden met de kerk na de beschuldiging dat hij sympathiseerde met Balthasar Bekker en dat zijn theologische opvattingen te veel de zienswijzen van de Verlichting vertegenwoordigden.
Na zijn breuk met de kerk werd Müller hoogleraar natuurwetenschappen in Erlangen. Tussen 1773 en 1776 publiceerde hij de Duitse vertaling (Natursystem) van Linnaeus' Systema naturae. Het supplement, van 1776, bevatte de eerste wetenschappelijke systematiek voor een groot aantal nieuw beschreven diersoorten, waaronder 84 vogelsoorten zoals de kleine barmsijs (Acanthis f. cabaret), hoatzin (Opisthocomus hoazin), witte kaketoe (Cacatua alba) en de Chinese kraanvogel (Grus japonensis), waarvan hij de soortauteur werd.
Müller publiceerde vaak onder het pseudoniem Philipp Alethophilus.

## Werken
- De Zeedemeester der kerkelyken. Tongerlo, Amsterdam 1750.
- De traanen eenes volks, over het verlies van een eminent Opper-Hoofd. Leeuwarden 1751.
- Die rechtmäßige Freude über die Wohlthaten Gottes das Jenaische Universitäts-Jubilär betr. Jena 1758.
- Dissertationis de justo probabilitatis valore et usu sectio teria. Erlangen 1758.
- Oratoriam extemporaneam a praeivdiciis nonnvllis, qvibvs est obnoxia vindicat. Camerarius, Erlangen 1758.
- Kurze Anleitung zur Holländischen Sprache. Erlangen 1759.
- Einsame Nachtgedanken. Wien 1761.
- Kort Ontwerp van de zedelyke Oogmerken Gods by de Schepping en Regeering deezer Waereld. Amsterdam 1762.
- Dvbia Coralliorvm Origini Animali Opposita. Camerarius, Erlangen 1770.
- Bedenkingen betreffende den dierlijken oorsprong der koraal-gewassen. Blussé, Dordrecht 1771.
- Des Ritters Carl von Linné vollständigen Natursystems. Nürnberg 1776. Titelpagina BHL
- Verzeichniß einer zahlreichen und auserlesenen Sammlung von Naturalien. Erlangen 1778 p.m.

- Bibsys: 90851462
- Bibliothèque nationale de France: cb10676458h (data)
- Gemeinsame Normdatei: 122086171
- International Standard Name Identifier: 0000 0001 2277 0944
- Library of Congress Control Number: nr00009375
- Nationale Bibliotheek van Tsjechië: mzk2010579543
- Nationale Bibliotheek van Israël: 987012328464105171
- Nationale Bibliotheek van Polen: a0000003237962
- Nederlandse Thesaurus van Auteursnamen: 070237506
- LIBRIS: 288863
- Système universitaire de documentation: 153371676
- Virtual International Authority File: 18096264
- WorldCat: E39PBJwX4gmkd94QFKhpBcHt8C